# Shakti Gawain
Shakti Gawain (nume la naștere Carol Louisa Gawain; n. 30 septembrie 1948, Trenton, New Jersey, SUA – d. 11 noiembrie 2018) este o reprezentată a mișcării New Age și autoare de cărți pentru dezvoltare personală.

## Viața și cariera
Shakti Gawain a absolvit la Universitatea California, cu diplomă în arte și dans, la mijlocul anilor '70. A devenit cunoscută datorită cărții de succes „Creative Visualization”(Vizualizare creativă), publicată pentru prima dată în 1978. Timp de 40 de ani, „Vizualizare creativă” a fost una dintre cele mai bine vândute cărți.
Shakti Gawain este cofondatoare, împreună cu Marc Allen, a New World Library Publishing Company și fondatoare a Nataraj Publishing, divizie a New World Library.
Împreuna cu soțul ei, Jim Burns, își împarte timpul între California și Hawaii.
Cărțile ei s-au vândut până acum în peste zece milioane de exemplare, în întreaga lume.

## Cărți publicate
- "Creative Visualization" (1978)
- Living in the Light: A Guide to Personal and Planetary Transformation (1985)
- Developing Intuition: Practical Guidance for Daily Life (1987)
- Contacting Your Inner Guide: Step-By-Step Guided Meditations Designed to Help You Make Choices That Are Right for You (1989)
- Return to the Garden (1989)
- Awakening: A Daily Guide to Conscious Living (1991)
- Every Moment: A Journal with Affirmations (1992)
- Meditations: Creative Visualization and Meditation Exercises to Enrich Your Life (1992)
- The Path of Transformation: How Healing Ourselves Can Change the World (1993)
- Making Sense of Your Dollars: A Biblical Approach to Wealth (1995)
- The Four Levels of Healing: A Guide to Balancing the Spiritual, Mental, Emotional, and Physical Aspects of Life (1996)
- Creative Visualization Meditations (1996)
- Creating True Prosperity(1997)
- Creative Visualization and Transformation (1997)
- Partnering: A New Kind of Relationship (2000)
- Reflections in the Light: Daily Thoughts and Affirmations (2003)
- Create Your Own Affirmations: A Creative Visualization Kit (2003)
- The Millionaire Course: A Visionary Plan for Creating the Life of Your Dreams (2003)
- Living in the Light: Follow Your Inner Guidance to Create a New Life and a New World (2011)

În limba română, Shakti Gawain are următoarele titluri publicate: „Vizualizare creativă”, „Cum să creezi adevărata prosperitate”, „Dezvoltarea intuiției”, „Cele patru niveluri ale vindecării”.

## Legături externe
- Website oficial Arhivat în 24 iunie 2016, la Wayback Machine.